# Georg Wildhagen (Jurist)
Georg Friedrich Wilhelm Wildhagen (* 19. Juli 1857 in Hannover; † 7. Januar 1947 in Leipzig) war promovierter Jurist, ab 1897 Rechtsanwalt beim Reichsgericht in Leipzig und Geheimer Justizrat.

## Leben
Georg Wildhagen war von 1879 bis 1884 zunächst Referendar. Ab 1885 war er Rechtsanwalt in Göttingen, ab 1897 Rechtsanwalt beim Reichsgericht in Leipzig. 1903 wurde er zum Justizrat ernannt, 1913 zum Geheimen Justizrat. Nach dem Krieg war er Leiter der sächsischen Organisation Escherich.
1931 war er als Vorsitzender der Rechtsanwaltskammer am Reichsgericht Präsident der Deutschen Juristentage. 1939 gab er seine Zulassung als Anwalt am Reichsgericht zurück und arbeitete wissenschaftlich. Am 4. Dezember 1943 wurde sein Haus durch einen Luftangriff zerstört.
Wildhagen war seit 1885 mit der Autorin Else, geb. Friedrich verheiratet. Aus dieser Ehe gingen zwei Kinder hervor, der Ingenieur Max Wildhagen (1888–1960) und die Schauspielerin Susanne Wildhagen (1892–1952), die den Buchkünstler Walter Tiemann heiratete. Ein erster Sohn war 1886 tot geboren worden.

## Schriften
- Der Entwurf eines Patengesetzes. Liebmann, Berlin 1914
- Tatbestand und Sachverhalt im bürgerlichen Rechtsstreit. Vortrag gehalten zu Jena 1913. Heymann, Berlin 1914
- Der Sachverhalt, ein Stiefkind des Zivilprozesses. Liebmann, Berlin 1929
- Gedanken über die Zukunft der deutschen Rechtsanwaltschaft. In: Deutsche Juristenzeitung 38 (1933), Heft 19, S. 1243–1249